# Донован Леон
Донован Леон (фр. Donovan Léon, нар. 3 листопада 1992, Каєнна, Французька Гвіана) — гвіанський французький футболіст, воротар клубу «Брест» та національної збірної Французької Гвіани.

## Клубна кар'єра
Народився 3 листопада 1992 року в місті Каєнна. Вихованець юнацької команди футбольного клубу «Осер».
У дорослому футболі дебютував 6 серпня 2011 року виступами за команду клубу «Осер» у матчі проти Монпельє. З 2009 року періодично також грав за другу команду «Осера». Провів у клубі шість сезонів, взявши участь у 53 матчах чемпіонату за першу команду та 19 матчів за «Осер 2». 
До складу клубу «Брест» приєднався 2015 року. Станом на 17 жовтня 2019 встиг відіграти за команду з Бреста 8 матчів у національному чемпіонаті, будучи другим воротарем клубу.

## Виступи за збірну
2014 року дебютував в офіційних матчах у складі національної збірної Французької Гвіани.
У складі збірної був учасником розіграшу Золотого кубка КОНКАКАФ 2017 року у США.